# Toon Disney
Toon Disney è stato un canale televisivo statunitense a pagamento, gestito dalla The Walt Disney Company che trasmetteva numerosi cartoni animati per bambini.

## Storia
Nato come alternativa a Disney Channel, Toon Disney proponeva ai suoi telespettatori i migliori cartoni firmati Disney 24 ore al giorno (ad eccezione di alcune serie live action); la sua programmazione era quindi più o meno similare ad altri network televisivi come Cartoon Network o Nicktoons Network.
Come altri canali Disney, a partire dal 2008, Toon Disney ha iniziato a trasmettere in alta definizione.
Il 6 agosto 2008 fu annunciata la futura chiusura di Toon Disney negli USA, che sarebbe avvenuta il 13 febbraio 2009 con il cambio della denominazione della rete in Disney XD, indicato ad un target che andava dai 6 ai 14 anni. Toon Disney ha cessato le trasmissioni in USA il 12 febbraio 2009, un minuto prima della mezzanotte, dando il via al nuovo canale Disney XD. In Italia la sua chiusura è avvenuta il 1º ottobre 2011.
Nato anche come canale esclusivamente basato su cartoni animati, nel 2004, con l'aggiunta del contenitore Jetix, molti dei classici cartoni firmati Disney sono spariti, dando più spazio nel palinsesto alle serie live action.

### La chiusura Toon Disney nel Mondo
Toon Disney è mutato in Disney XD o Disney Cinemagic nella maggior parte dei paesi in cui andava in onda.

#### Il cambiamento europeo:Disney Cinemagic
Il 16 marzo 2006 in Gran Bretagna è stato lanciato "Disney Cinemagic", versione britannica di Toon Disney, approdato poi in Francia nel settembre 2007, e successivamente anche in Spagna nel luglio 2008. Il canale trasmette gli ultimi successi cinemateografici targati Disney e i grandi classici della storia del cinema, con un mix delle migliori serie prodotte dalla casa.

#### Il rinnovo americano:Disney XD
Il 13 febbraio 2009, visto lo scarso rendimento di Toon Disney nel panorama televisivo americano, è stato lanciato "Disney XD", nuovo canale gestito dalla The Walt Disney Company che ha sostituito Toon Disney e il blocco Jetix. La rete trasmette serie animate e live action per i bambini e i ragazzi.

## Versioni internazionali
Il canale era trasmesso in Giappone, Regno Unito, Irlanda, Germania, India, Francia, Italia, Vietnam (come blocco su HTV7), Spagna e Scandinavia.